# Palacio Real de Mysore

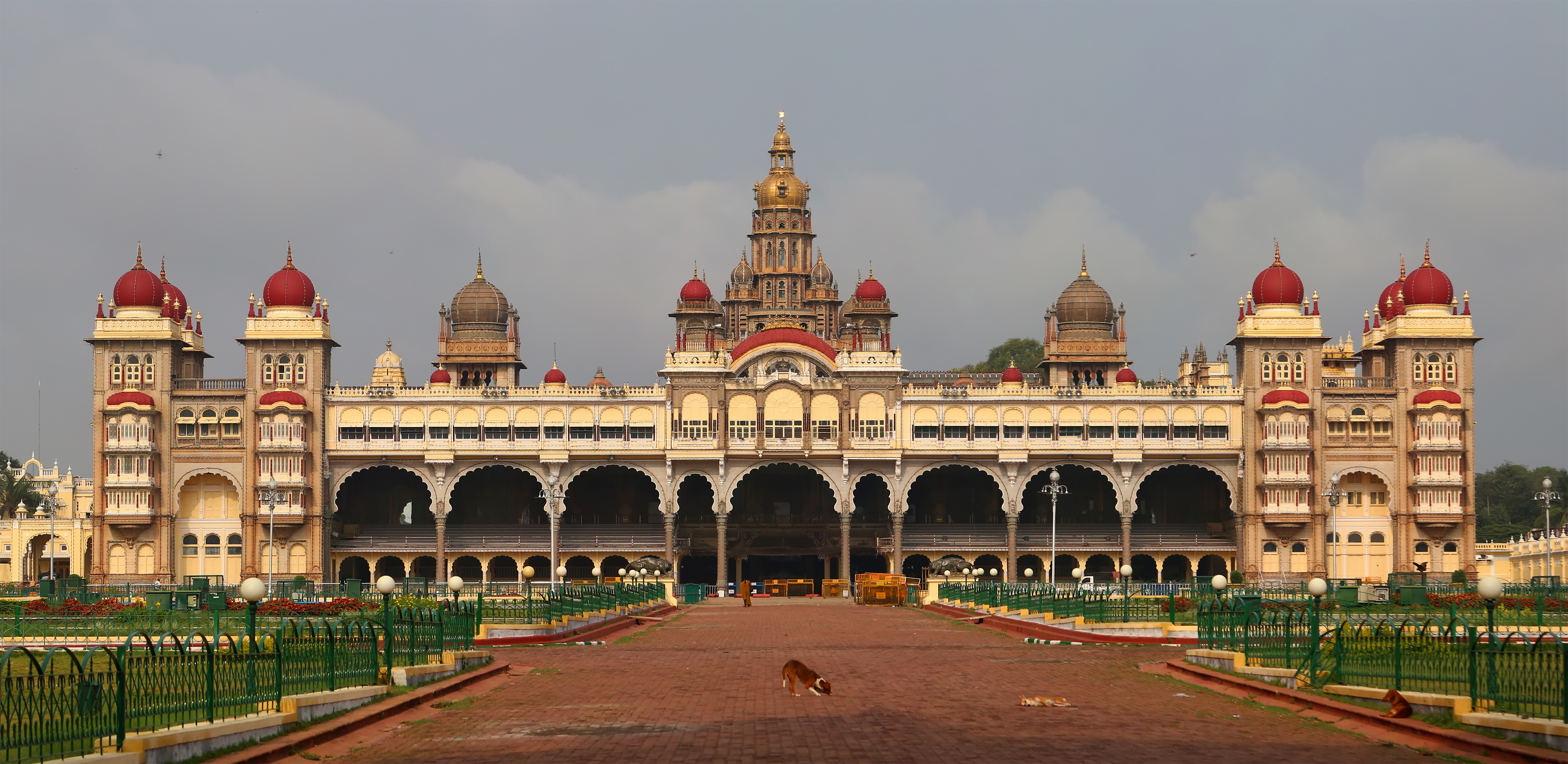
Vista frontal.

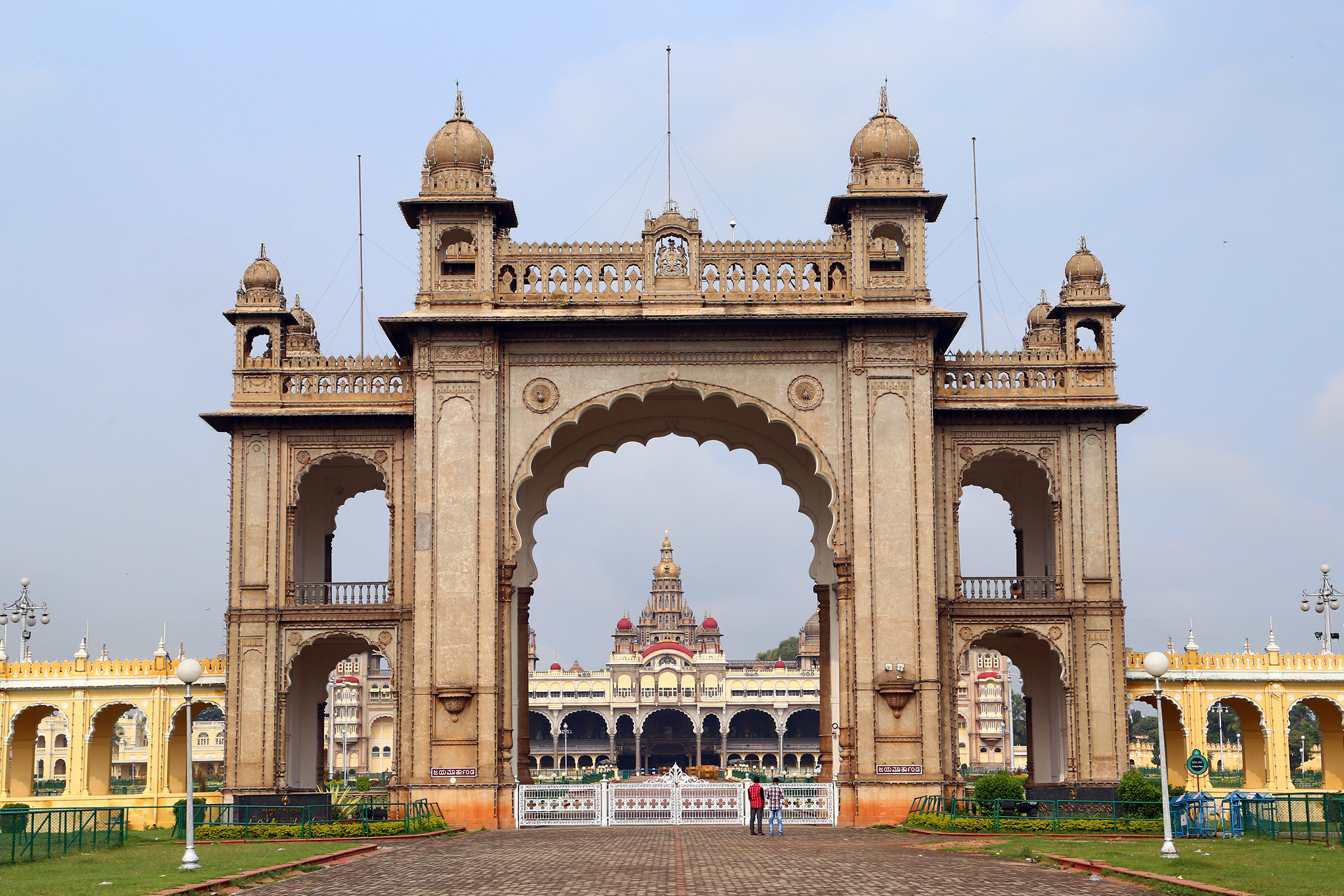
Portalada principal.

El Palacio Real de Mysore (en canarés: ಮೈಸೂರು ಅರಮನೆ) es un complejo palaciego situado en Mysore (India). Es la residencia del maharaja de Mysore, la dinastía Wodeyar.
Mysore posee varios palacios, aunque el término palacio de Mysore hace indiscutiblemente referencia al palacio real; no obstante han existido varios palacios reales en Mysore, el primero de los cuales fue construido en el siglo XIV. Sucesivamente se han ampliado, demolido y proyectado otros nuevos. El complejo actual fue mandado construir en 1897, terminado en 1912 y ampliado en 1940, después de que el anterior ardiera en un incendio. Es obra del arquitecto inglés Henry Irwin en un estilo historicista indo-sarraceno.